# Янеш, Альберт
Альберт Янеш (нем. Albert Janesch, род. 12 июня 1889 г. Вена — ум. 1973 г. Вена) — австрийский художник.

## Жизнь и творчество
А. Янеш изучал живопись в венской Академии изобразительного искусства в 1904—1912 годах, его учителями были Зигмунд Л’Аллеман и Франц Румплер. Во время Первой мировой войны, с 1915 года Янеш служит военным художником в специальной группе при военной прессе императорской австро-венгерской армии. Сначала он работает в Белграде, затем в Триесте. Вплоть до осени 1916 года он находится на итальянском фронте, под Изонцо. С декабря 1917 и по июнь 1918 года Янеш служит на турецком фронте. В 1916 году он получает I премию в конкурсе военных памятников.
В годы Второй мировой войны А. Янеш был вновь мобилизован и отправлен на фронт как военный художник. Он работает в южной и западной Франции, в СССР и в Греции. После окончания войны Янеш получает задание украсить фресками «Железный зал» восстановленного Артиллерийского павильона в венском Военно-историческом музее. С связи с этим в 1952—1953 годах он пишет фреску «Артиллерия императора Максимилиана I», завершив её 25 марта 1954 года. А. Янеш был также известен как талантливый портретист и жанровый художник.

## Работы (избранное)
- Итальянский самолёт над гаванью Триеста, 1915, уголь на картоне, 48,6×70 cm (Военно-исторический музей, Вена)
- Водный спорт, 1936, холст, масло, (Германский исторический музей, Берлин)
- Полевой госпиталь в Осиновской, 1942, акварель, бумага, 52×68 cm, (Военно-исторический музей, Вена)
- Харьковский вокзал, 1943, акварель, бумага, 60,5×75 cm, (Военно-исторический музей, Вена)
- Портрет Отто Эндера, 1951, холст, масло, 78,5×58,5 cm, (Военно-исторический музей, Вена)